# Everybody Needs Somebody to Love

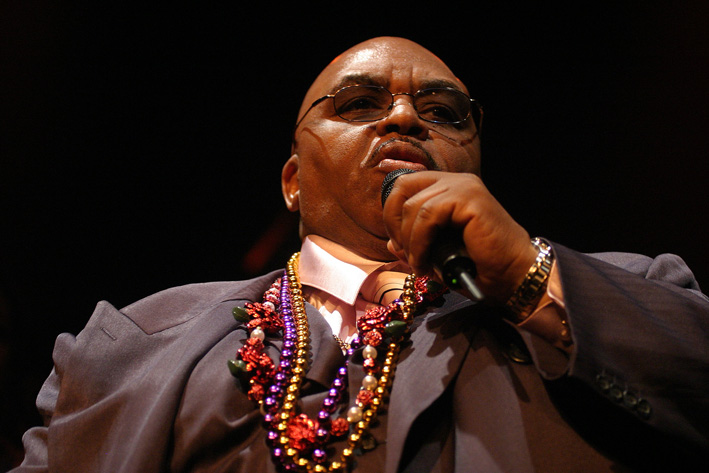
Solomon Burke

Everybody Needs Somebody to Love è una canzone scritta da Bert Berns, Jerry Wexler e Solomon Burke e registrata da quest'ultimo per l'etichetta Atlantic Records, nel 1964.

## Cover
Il 15 gennaio 1965 il celebre gruppo rock The Rolling Stones registrò una cover della canzone nell'album The Rolling Stones No.2; lo stesso interprete originale, Solomon Burke, apparve a fianco degli Stones nel loro tour 2002-2003 per cantare la canzone dal vivo, performance poi inclusa nell'album Live Licks.
Nel 1967 Wilson Pickett fece la sua versione del brano, mentre nel 1980 Dan Aykroyd e John Belushi lo reinterpretarono nel film The Blues Brothers, nella scena della loro esibizione in hotel; la canzone è anche nella raccolta Definitive Collection, dello stesso gruppo dei Blues Brothers.
Nel 1993 è stata eseguita all'interno della trasmissione televisiva Non è la RAI da Alessia Gioffi e successivamente inserita nella compilation Non è la Rai 2.

## Le migliori canzoni di sempre
La canzone si trova al 436º posto della lista delle 500 migliori canzoni di sempre secondo la rivista Rolling Stone.